# جيم ديفيز
جيم ديفيز (بالفرنسية: James Davies) (و. 1906 – 1999 م) هو راكب دراجة هوائية كندي، شارك في الألعاب الأولمبية الصيفية 1928، توفي في فانكوفر، عن عمر يناهز 93 عاماً.

## سباقات أو مراحل فاز بها
| التاريخ | السباق | المركز |
| ------- | ------ | ------ |

## روابط خارجية
- جيم ديفيز على موقع أرشيف الدراجات (الإنجليزية)
- جيم ديفيز على موقع أوليمبيديا (الإنجليزية)
- جيم ديفيز على موقع اللجنة الأولمبية الكندية (الإنجليزية)